# Halacarellus antipodianus
Halacarellus antipodianus är en kvalsterart som först beskrevs av Newell 1984.  Halacarellus antipodianus ingår i släktet Halacarellus och familjen Halacaridae. Inga underarter finns listade i Catalogue of Life.